# Millionær for en aften
Millionær for en aften è un film del 1960, diretto da Øyvind Vennerød, con Joachim Holst-Jensen.